# Jacopo di Mino del Pellicciaio

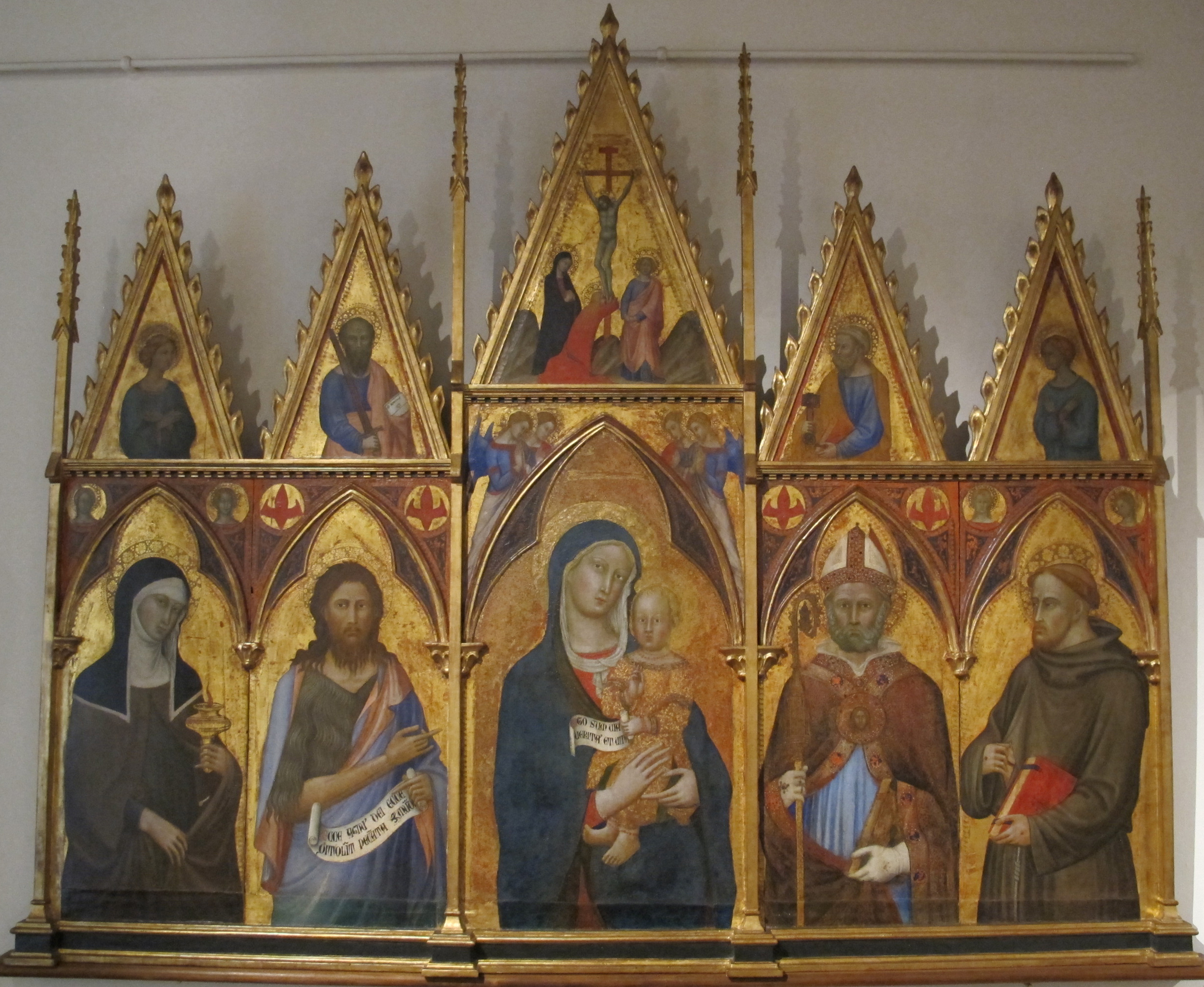
Polittico con Madonna col Bambino e santi, Pinacoteca Nazionale di Siena

Jacopo di Mino del Pellicciaio (Siena, 1315/1319 – ante 1396) è stato un pittore italiano attivo a Pisa, nel senese e a Perugia e dintorni.

## Biografia
Non si hanno molte notizie biografiche di questo pittore. Nato intorno al 1315-1319 a Siena, sposò nel 1344 una certa Caterina di Cecco di Tura e nel 1366, in seconde nozze, Margherita d'Angelo di Tuccio, dalle quali ebbe in tutto quattro figli. Molti documenti lo citano ripetutamente tra i migliori pittori senesi del tempo, altri attestano che fu chiamato a valutare il lavoro altrui. Il governo della città lo chiamò per ben tre volte, nel giro di 20 anni, a presiedere il loro consiglio. Non si conoscono data e luogo di morte, ma un documento attesta che nel 1396 era già scomparso.

## Prime opere

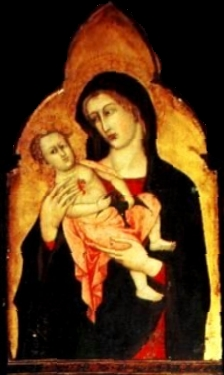
Madonna col Bambino, 1342, Chiesa di San Martino, Sarteano

Al 1342 risale la prima opera a lui attribuita. Si tratta di una tavola raffigurante la Madonna col Bambino nella Chiesa patronale di San Martino a Sarteano. La tavola è datata e firmata dal pittore, anche se la data consunta potrebbe indicare in realtà una data diversa dal 1342. Allo stesso periodo risale anche la volta affrescata dell'abside della Chiesa di San Francesco a Pisa, raffigurante santi fondatori di ordini religiosi. Proprio quest'opera fece guadagnare al pittore l'appellativo di "Maestro degli Ordini", prima che Luciano Bellosi lo identificasse, nel 1972, con lo stesso Jacopo di Mino del Pellicciaio. Degli anni quaranta del secolo sono ritenuti dalla critica anche un polittico del Museo nazionale di San Matteo di Pisa, alcuni frammenti di affresco del Museo diocesano d'arte sacra di San Miniato, il trittico raffigurante la Madonna col Bambino e i santi Giovanni Battista e Giovanni Evangelista, nella Chiesa di San Martino a Sarteano, la Crocifissione detta popolarmente Pianto degli Angeli  dell'Oratorio di San Bartolomeo di Città della Pieve e il polittico n. 58 della Pinacoteca nazionale di Siena.
Un documento che attesta la stima che il pittore si era guadagnato all'indomani della peste proviene dalla Chiesa di San Giovanni Fuorcivitas a Pistoia: nel tentativo di cercare un pittore per la realizzazione del polittico per l'altare principale della Chiesa, un “Codice di Entrate e Uscite” della stessa chiesa cita Taddeo Gaddi, Jacopo di Mino del Pellicciaio e Bartolomeo Bulgarini come i migliori pittori del tempo.

## Opere della maturità

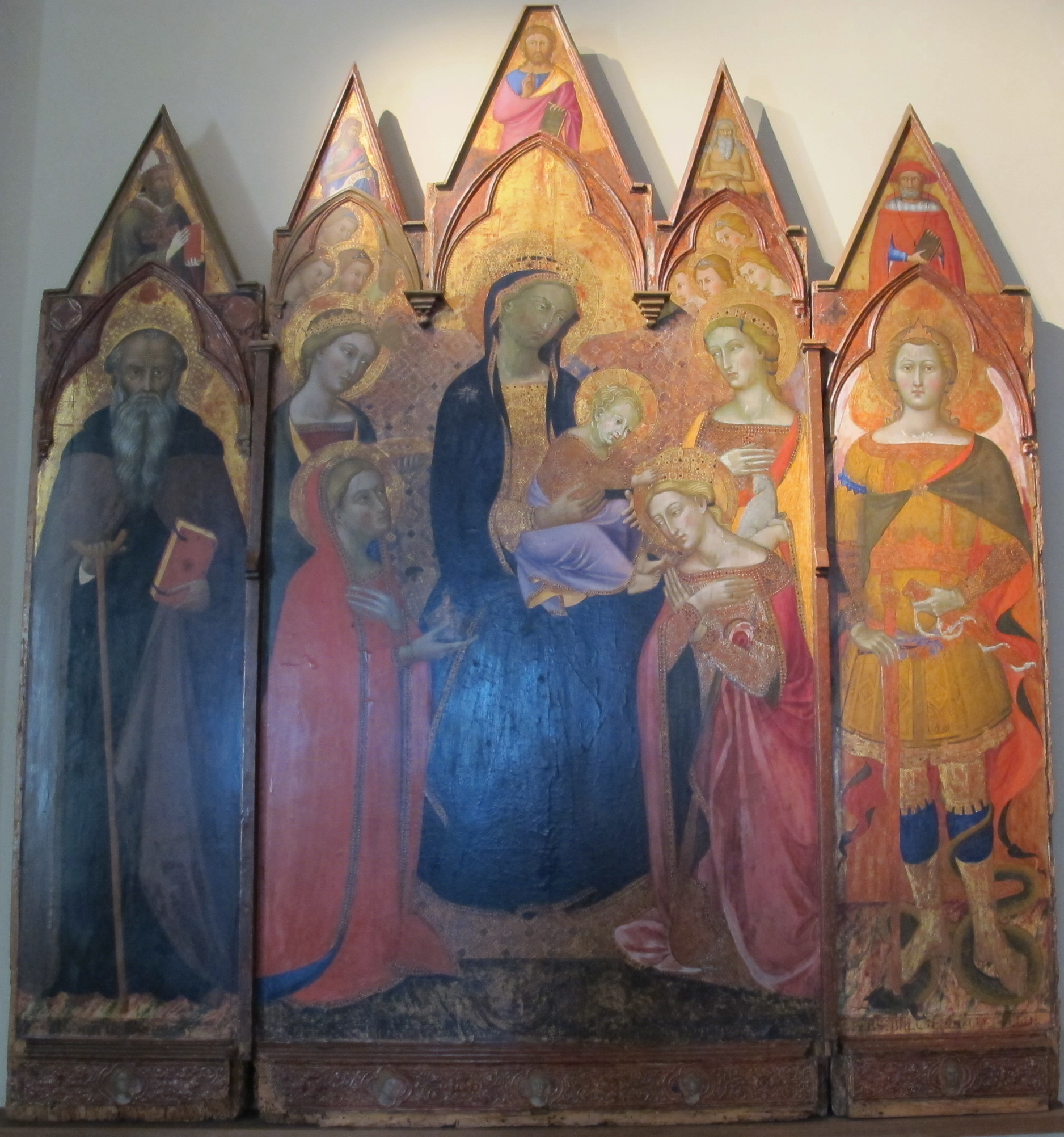
Sposalizio di santa Caterina d'Alessandria tra i santi Antonio Abate e Michele Arcangelo, 1362, Pinacoteca Nazionale di Siena

Al 1362 risale il trittico n. 145 della Pinacoteca nazionale di Siena, firmato e datato dal pittore e raffigurante lo Sposalizio di santa Caterina d'Alessandria tra i santi Antonio Abate e Michele Arcangelo. Al 1364 risale invece, su base documentaria, la Madonna del Belverde, tavola ancora oggi conservata nella Basilica di San Clemente in Santa Maria dei Servi a Siena e purtroppo ridipinta alla fine del secolo da un pittore vicino a Taddeo di Bartolo. Queste due tavole, insieme alla Madonna di Sarteano del 1342, sono le uniche tre opere datate dall'artista o dai documenti e quindi di grande importanza per ricostruire l'evoluzione stilistica del pittore. 
Agli anni sessanta-settanta del secolo risalirebbero, secondo la critica, una tavola con la Madonna della Misericordia, proveniente dalla Compagnia del Corpus Domini di Pienza e oggi conservata nel Museo dell'Opera del Duomo della stessa città, lo scomparto centrale di un polittico raffigurante l'Incoronazione della Vergine, oggi nel Museo civico di Montepulciano, ma un tempo nel locale Oratorio della Misericordia, un trittico della Galleria nazionale dell'Umbria, proveniente dal Convento di San Domenico di Perugia, e un dittico con l'Annunciazione del Museo Bandini di Fiesole. Alla fine del secolo risalirebbe un affresco staccato dalla sala capitolare o dal chiostro della Basilica di San Francesco a Siena, ed oggi conservato in una cappella della stessa chiesa.

## Stile
Nel primo periodo di produzione, la pittura di Jacopo di Mino del Pellicciaio si ispira allo stile di Ambrogio Lorenzetti, rimanendo tuttavia di qualità inferiore sia nella qualità pittorica che nei significati allegorici e simbolici. Nella maturità il pittore si avvicinò molto allo stile di Simone Martini facendo assumere ai suoi dipinti una qualità superiore. Tuttavia, pur essendo di pregevole fattura, la sua arte non riuscì mai ad eguagliare quella dei due maestri senesi.
In generale l'arte di Jacopo di Mino del Pellicciaio soffre della crisi artistica che colpì Siena, Firenze e molte altre città nella seconda metà del Trecento, crisi dovuta all'ondata di peste del 1348, cui ne seguirono altre, alla recessione economica, alla decadenza del gusto da parte dei committenti.

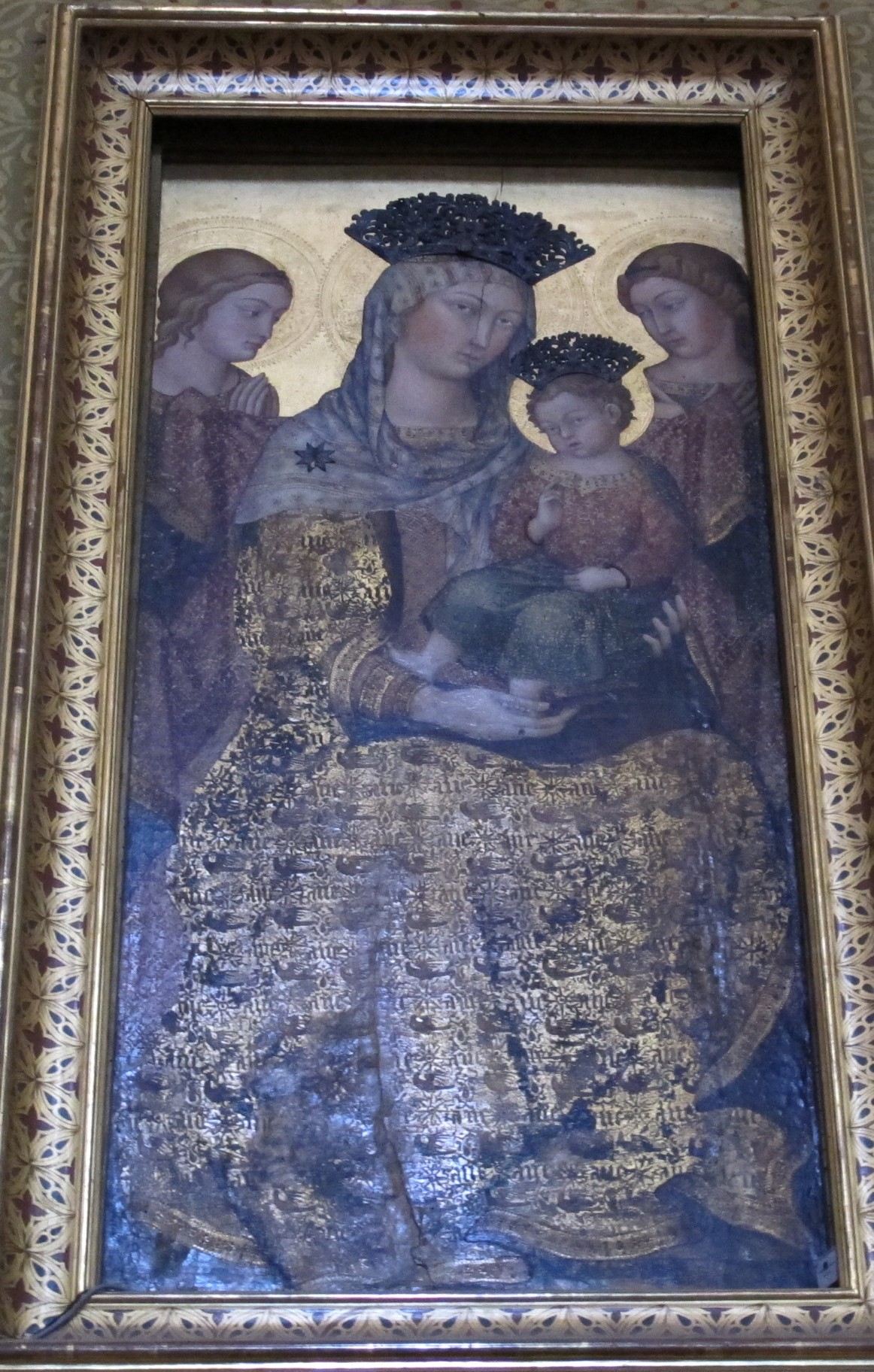
Madonna del Belverde, 1364, Basilica di Santa Maria dei Servi, Siena
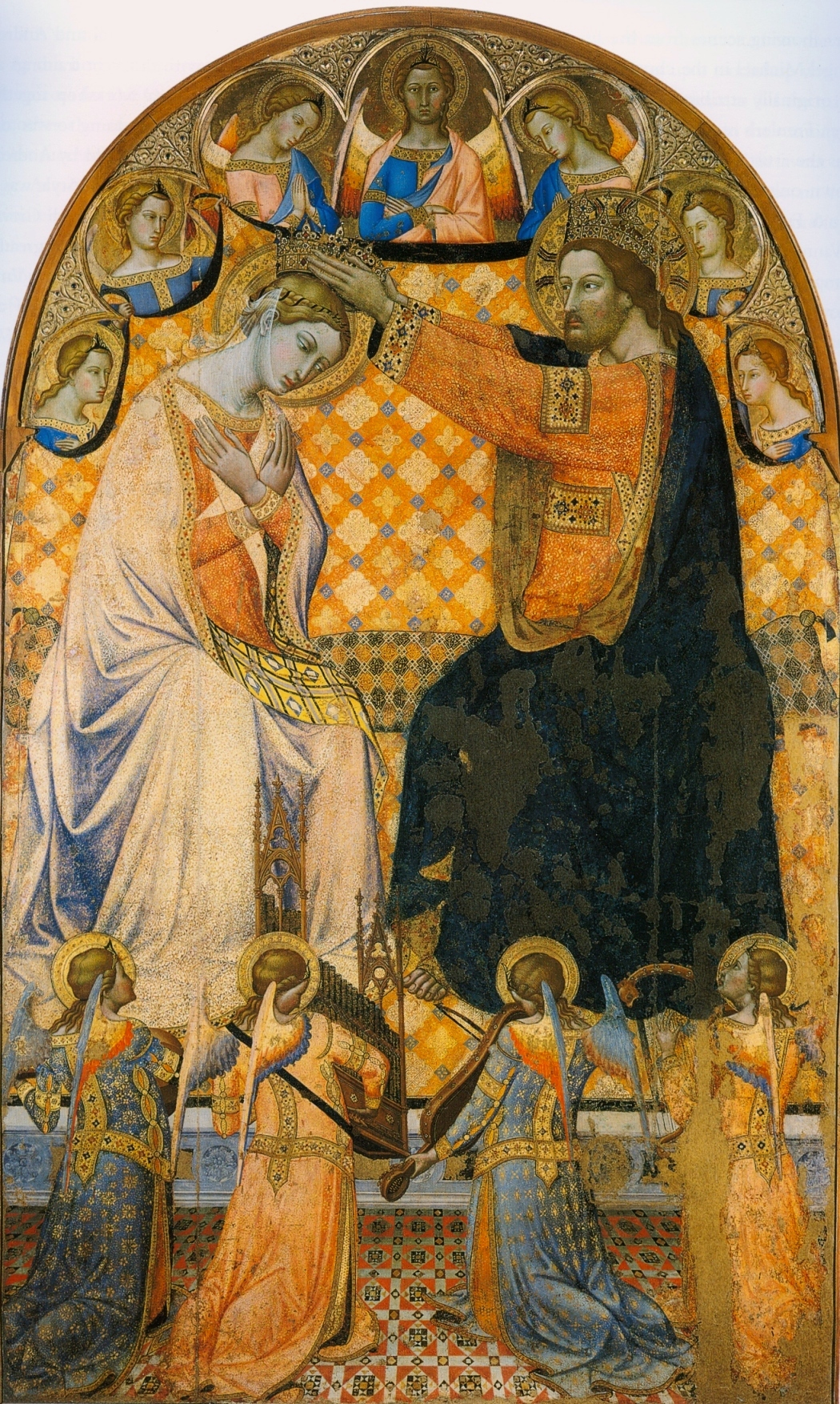
Incoronazione della Vergine e angeli musicanti, 1360-1380 circa, Museo civico di Montepulciano